# 1649 год в науке
В 1649 году произошли различные научные и технологические события, некоторые из которых представлены ниже.

## События
- В Англии образовался научный клуб «Oxford Philosophical Club», из которого, наряду с другими научными кружками, вскоре образовалось Лондонское королевское общество.
- Ерофей Хабаров составил «Чертёж реке Амуру» — первую карту Приамурья[1].

## Публикации
- Голландский математик Франс Ван Схотен опубликовал латинский перевод «Геометрии» Декарта с обширными комментариями и дополнением Флоримона де Бона[2].
- 19 января — Русский царь Алексей Михайлович утвердил «Соборное уложение» — свод государственных законов России, регламентирующий все общественные отношения, выявленные законодателями на тот период. Этот свод законов действовал почти 200 лет[1].